# Yuko Oita
Yuko Oita (尾板 裕子 Oita Yuko?) es una exfutbolista japonesa.
Oita jugó 3 veces para la selección femenina de fútbol de Japón entre 1986 y 1987.

## Trayectoria

### Selección nacional
| Selección | País  | Año         |
| --------- | ----- | ----------- |
| Absoluta  | Japón | 1986 - 1987 |

## Estadística de equipo nacional
| Selección femenina de fútbol de Japón | Selección femenina de fútbol de Japón | Selección femenina de fútbol de Japón |
| Año                                   | Partidos                              | Goles                                 |
| ------------------------------------- | ------------------------------------- | ------------------------------------- |
| 1986                                  | 2                                     | 0                                     |
| 1987                                  | 1                                     | 0                                     |
| Total                                 | 3                                     | 0                                     |